# Синајска гора
Синајска гора (Синај; Мојсијева гора) је планина, налази се на јужном делу Синајског полуострва у Египту, са највишим врхом од 2.285 m. Позната је у јеврејској, хришћанској и муслиманској традицији као место где је Мојсије примио Десет заповести..
По библијском предању ту у пустињи су јеврејски народ и Мојсије провели 40 година лутајући из египатског ропства, тражећи обећану земљу Ханан. На Синају су људи преко Мојсија добили Десет Божијих заповести.
У Синајској пустињи на месту где се Мојсију јавио Господ (Јехова)(око 1400. године пре Христа, код несагориве купине), 330. године света царица Јелена, мајка светог цара Константина Великог, подигла је капелу посвећену Богородици. Каснијом доградњом је настао најстарији хришћански манастир Свете Катарине, који се налази на југу Синајског полуострва.
Јавља се у 19. веку као претплатник једне српске књиге „пречестњејши господин” протосинђел Константин из Синајске горе.